# Syndrome post-avortement
Le syndrome post-avortement (ou SPA), est une hypothèse défendue par les militants anti-avortement, qui affirme que l'avortement aurait des conséquences négatives sur la santé mentale des femmes l'ayant pratiqué. Elle ne repose sur aucune réalité scientifique.

## Réalité scientifique
En 1989, la Société américaine de psychologie affirme qu'il n'existe aucun « syndrome post-avortement » et que, de surcroît, aucun « syndrome de cette sorte n'était scientifiquement ou médicalement reconnu ».
En 2008, les études scientifiques récentes sur le bien-être psychique des femmes ayant avorté ont été analysées par des équipes d'experts, d'une part mandatées par l'American Psychological Association APA , d'autre part sous l'égide de l'Université Johns Hopkins à Baltimore. Indépendamment les unes des autres elles sont arrivées à la conclusion que les études les plus valables qualitativement réfutent la thèse selon laquelle l'avortement provoque des souffrances psychologiques. Au contraire, les femmes qui ont avorté ne se distinguent pas quant à leur bien-être psychologique des femmes qui ont mené à terme une grossesse non planifiée.
Cette notion est utilisée par les milieux militants opposés au droit à l'avortement. La communauté scientifique dénie toute réalité scientifique à ce syndrome, .